# 熊本県道18号菊池鹿北線
熊本県道18号菊池鹿北線（くまもとけんどう18ごう きくちかほくせん）は、熊本県菊池市から山鹿市に至る県道（主要地方道）である。

## 概要
菊池市北原から山鹿市鹿北町岩野に至る。
山鹿市菊鹿町から鹿北町にかけては山越えの区間となっている。

### 路線データ
- 起点：熊本県菊池市北原（下北原交差点、国道325号・国道387号交点）
- 終点：熊本県山鹿市鹿北町岩野（鹿北町岩野交差点、国道3号交点）

## 歴史
- 1960年（昭和35年） - 熊本県道鹿北菊池線として路線認定される。当時の整理番号は56。
- 1967年（昭和42年） - 1972年（昭和47年）頃 - 整理番号が128に変更される。
- 1976年（昭和51年） - 熊本県道128号鹿北菊池線のうち、鹿本郡菊鹿町（現・山鹿市） - 菊池市の区間が主要地方道菊池菊鹿線として指定される。
- 1977年（昭和52年） - 前年の主要地方道指定に伴い、熊本県道18号菊池菊鹿線および熊本県道128号菊鹿鹿北線が路線認定される。
- 1993年（平成5年）5月11日 - 建設省から、県道菊池菊鹿線・県道菊鹿鹿北線が菊池鹿北線として主要地方道に再指定される[1]。
- 1994年（平成6年） - 前年の主要地方道指定に伴い、熊本県道18号菊池鹿北線として路線認定され、それに伴い従来の熊本県道18号菊池菊鹿線および熊本県道128号菊鹿鹿北線は廃止される。

## 路線状況

### 重複区間
- 大分県道・熊本県道9号日田鹿本線（山鹿市菊鹿町上内田 - 山鹿市菊鹿町山内）

### 道路施設

#### 橋梁
- 新袈裟尾橋（迫間川、菊池市）

## 地理

### 通過する自治体
- 菊池市
- 山鹿市

### 交差する道路
| 交差する道路                                 | 市町村名 | 交差する場所 | 交差する場所            |
| -------------------------------------------- | -------- | ------------ | ----------------------- |
| 国道325号 国道387号 国道443号 重複           | 菊池市   | 北原         | 下北原交差点 / 起点     |
| 熊本県道196号鹿本松尾線                      | 山鹿市   | 菊鹿町松尾   |                         |
| 熊本県道37号熊本菊鹿線                       | 山鹿市   | 菊鹿町宮原   |                         |
| 大分県道・熊本県道9号日田鹿本線 重複区間起点 | 山鹿市   | 菊鹿町上内田 |                         |
| 大分県道・熊本県道9号日田鹿本線 重複区間終点 | 山鹿市   | 菊鹿町山内   |                         |
| 国道3号 国道325号 重複                       | 山鹿市   | 鹿北町岩野   | 鹿北町岩野交差点 / 終点 |

### 沿線
- 菊池温泉（起点付近）
- 山鹿市鹿北総合支所
- 山鹿市立鹿北中学校（終点付近）

### 峠
- 荒平峠（菊池市）